# Виграївське лісництво
Вигра́ївське лісництво — структурний підрозділ Корсунь-Шевченківського лісового господарства Черкаського обласного управління лісового та мисливського господарства.
Офіс знаходиться у c. Виграїв, Корсунь-Шевченківський район, Черкаська область.

## Лісовий фонд
Лісництво охоплює ліси Корсунь-Шевченківського району.

## Об'єкти природно-заповідного фонду
У віданні лісництва перебувають об'єкти природно-заповідного фонду:
- загальнозоологічний заказник місцевого значення Виграївський.

## Галерея

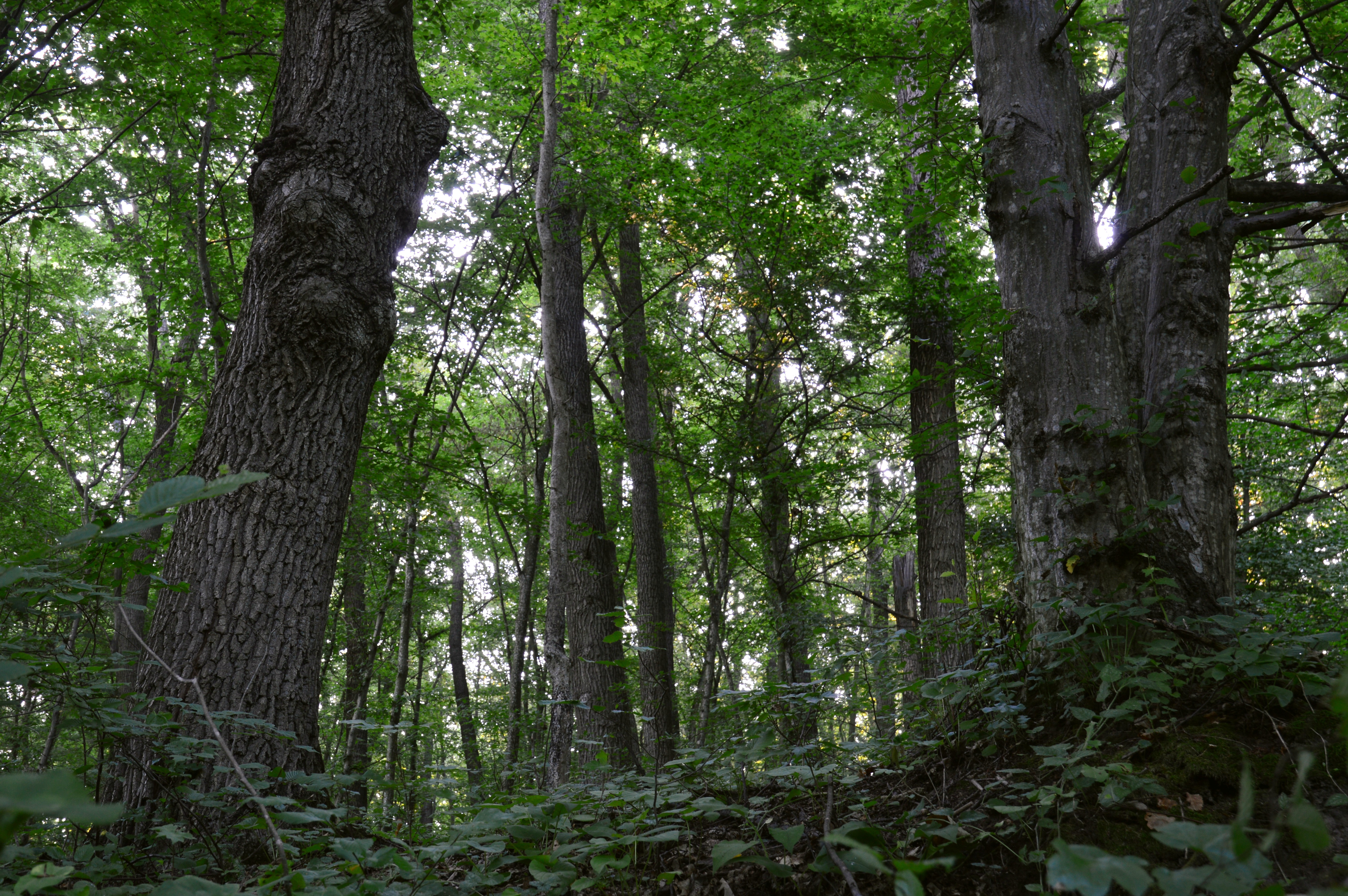
Ліс у Виграївському заказнику